# Confesso che ho vissuto
(Pablo Neruda, nota introduttiva di Confesso che ho vissuto)
Confesso che ho vissuto è un libro di memorie del poeta cileno Pablo Neruda pubblicato postumo nel 1974.
Pubblicato dopo un anno dalla morte del poeta, il libro è il risultato di una revisione fatta nei primi anni settanta dallo stesso Neruda che aveva raccolto e riordinato tutto il materiale (appunti, pensieri, riflessioni, ricordi) che aveva accumulato nel corso della sua vita.
Come scrive nella nota introduttiva Jaime Riera Rehren 
"Confesso che ho vissuto è una raccolta di pezzi di vita che in periodi e circostanze molto diverse e in un arco di tempo molto lungo tendono a ricostruire costantemente un personaggio fatto di ricordi e nostalgie di se stesso".

## Struttura
Il libro è diviso in dodici quaderni: Il giovane provinciale, Perduto nella città, Le strade del mondo, La solitudine luminosa, La Spagna nel cuore, Andai a cercar caduti, Messico fiorito e spinoso, La patria in tenebre, Inizio e fine di un esilio, Navigazione con ritorno, La poesia è un mestiere, Patria dolce e dura.

### Quaderno 1: Il giovane provinciale

#### Infanzia e poesia
In questo quaderno il poeta ricorda la sua infanzia e dice che la sua unica compagna era la pioggia australe che cadeva per mesi e mesi trasformando la strada di fronte alla sua casa in un "immenso mare di fango". Ricorda il nonno, don José Angel Reyes, che come tutti i piccoli agricoltori della zona conduceva una vita dura con poca terra e tanti figli.
Ricorda il padre, José del Carmen, che si era allontanato molto giovane dalla sua terra di origine per diventare ferroviere a Temuco e che si era sposato in seconde nozze con Trinidad Candia Marverde, la sua matrigna, che lo aveva allevato con grande bontà. Parla poi della casa in cui abitava, una casa di frontiera, dove gli appartamenti delle varie famiglie erano comunicanti e ricorda le feste che si celebravano, le scoperte fatte curiosando in un baule, le stanze e gli oggetti.

Ricorda l'inizio della scuola, luogo che definisce "territorio di sconfinati orizzonti per i miei sei anni", gli amici, i giochi, l'interesse crescente per i libri e i primi amori.

#### L'arte della pioggia
Ricorda ancora l'arrivo dell'estate e le vacanze nella casa di Bajo Imperial che il padre era riuscito ad avere in prestito da un amico. Con nostalgia ricorda lo sgomento provato quando si era trovato per la prima volta di fronte alle grandi onde spumeggianti dell'Oceano e descrive le meraviglie della regione araucana e il fascino dei cavalli normanni che aveva imparato a cavalcare.

#### La mia prima poesia
In questa sezione il poeta racconta la storia di un cigno che aveva cercato di salvare e che gli era morto tra le braccia e cerca di ricordare quale sia stata la sua prima poesia e rammenta che quando aveva appena imparato a scrivere, un giorno, provando una forte emozione aveva scritto alcune parole semirimate che aveva poi trascritto in bella copia su un foglio e sottoposte al giudizio del padre che, dopo averle lette distrattamente, gli aveva chiesto da dove le avesse copiate. Ricorda che la poesia era dedicata alla sua matrigna che considerava sua madre.
Rammenta poi la lettura disordinata e avida di libri fatta in quel periodo e la conoscenza della nuova direttrice del liceo femminile di Temuco che gli prestava romanzi per lo più di autori russi, come Tolstoj, Dostoevskij, Čechov, che ben presto divennero i suoi preferiti.

#### La casa delle tre vedove
In questo sottocapitolo il poeta ricorda, dopo quarantacinque anni, della volta che venne invitato ad una trebbiatura a cavallo in una località in alto tra i monti e lontano da Bajo Imperial. In quell'occasione, essendosi perduto tra i boschi, conobbe tre signore francesi vestite a lutto che vivevano in quei luoghi da trent'anni e che lo ospitarono nella loro bella casa con grande gentilezza e onori. Ebbe così occasione di parlare con loro di Baudelaire, di assaggiare i loro preziosi vini e gustarne la raffinata cucina. All'alba si era alzato ed era ripartito per raggiungere il luogo della mietitura ma non aveva osato salutare "quelle dame gentili e a lutto" perché qualcosa gli diceva che forse era stato tutto un sogno e che era meglio non svegliarsi "per non rompere l'incantesimo".

#### L'amore vicino al grano
Al campo degli Hernandez, dove era stato invitato per la trebbiatura, ricorda di essere giunto prima di mezzogiorno, riposato e felice. Descrive la sensazione di allegria che si prova a vedere la trebbiatura del grano, dell'avena e dell'orzo che a quei tempi veniva ancora fatta a cavallo e ricorda gli Hernandez, uomini di frontiera, che "Erano insuperabili nell'arrostire interi animali in mezzo ai campi, nelle grandi bevute di vino rosso e nel lamento delle chitarre".
Il ricordo più bello di quei giorni è però quello di una notte quando, al buio dell'aia dove dormiva tra la paglia con gli altri ragazzi, venne svegliato all'improvviso da un corpo sconosciuto che si avvicinava al suo e da una mano di donna che lo accarezzava. Con quella donna, dalla cui bocca non uscì mai una parola, fece l'amore e al mattino, allungando la mano per cercarla, trovò "solo un tiepido incavo, la sua tiepida assenza". Quando poi, a mezzogiorno, si trovò insieme agli altri a mangiare, ricorda che aveva guardato le donne cercando di indovinare quale fosse tra quelle la sua "visitatrice notturna" e che fu certo di riconoscerla nella bella donna dalle lunghe trecce entrata con un pezzo di arrosto per il marito, uno degli Hernandez, che l'aveva guardato con "un rapido sguardo" e gli aveva sorriso "con un lievissimo sorriso".

### Quaderno 2: Perduto nella città

#### Le pensioni
Il ricordo del poeta ora si concentra sulla sua nuova esperienza di studente - poeta universitario a Santiago. Ricorda i lunghi viaggi sul treno stipato dai contadini dal poncho bagnato e dai silenziosi mapuche e soprattutto ricorda i luoghi dove ha abitato, dalla pensione per studenti in calle Mamuri 513, dove visse in quegli anni facendo la fame e scrivendo molto, alla prima stanza presa in affitto vicino all'istituto di Pedagogia dalla quale se ne andò presto perché il padrone di casa lo controllava ogni momento e spiava i suoi libri e la sua corrispondenza, fino alla sua ultima sistemazione in una stanza dal soffitto altissimo dove rimase a lungo.
Descrive poi la vita stravagante che faceva, il mantello di pesante panno grigio che indossava e l'amicizia con "una vedova indimenticabile dagli immensi occhi azzurri" che lo annienta concedendosi con ardore.

#### La timidezza
Il poeta ricorda la timidezza di quei primi anni, quando non osava avvicinare le ragazze, vestiva di nero, non osava salutare gli adulti che aveva frequentato la sera prima e spesso cambiava strada per non incontrarli, ma ricorda anche l'amicizia di due snob del tempo, Pilo Yanez e la moglie Mina, che lo invitavano spesso a casa loro, una casa dalle luci diffuse, dai comodi divani e dalle pareti foderate di libri. In questa casa egli vide per la prima volta alcuni quadri cubisti tra i quali uno di Juan Gris, amico dei suoi ospiti.

Ricorda di aver poi perso di vista per diversi anni questi amici perché si erano separati, ma ricorda di aver rincontrato Pilo Yanez, che nel frattempo aveva cambiato il suo nome in Juan Emar, che era diventato uno scrittore e con il quale rimase amico per tutta la vita.

#### La Federazione degli Studenti
Il poeta inizia raccontando di essere stato il corrispondente della rivista "Claridad", un organo della "Federaciòn de Estudiantes" a Temuco e di essere stato negativamente segnato dagli avvenimenti di quel periodo, il 1920. Infatti, l'assalto di un gruppo di giovani alla sede della Federazione, gli ingiusti arresti della legge e la morte in seguito alla tortura del poeta cileno Domingo Gomez Rojas ebbero una forte eco sugli abitanti del posto.
Nel marzo del '21 Neruda si trasferisce a Santiago per entrare all'università: la capitale cilena ha pochi abitanti, la maggior parte degli abitanti sono sconosciuti e i mezzi di trasporto sono obsoleti.
Il locale della Federazione era frequentato da molti personaggi che appartenevano alla ribellione studentesca del tempo- Juan Gandolfo, tra questi, è la personalità che più colpisce il poeta: uomo di bassa statura, ma di carattere forte e deciso. A queste personalità politiche vi era un corrispettivo letterario, la corrente dei letterati rivoluzionari rappresentati dal suo esponente Roberto Meza Fuente, direttore della "Juventud", rivista che faceva capo anch'essa alla Federazione degli Studenti. Collaboratori della rivista erano anche Gonzalez Vera e Manuel Rojas.

#### Alberto Rojas Jiménez
In questa sezione viene presentata la figura di Alberto Rojas Jiménez, direttore della rivista a cui lavora il poeta. La descrizione del direttore rispecchia totalmente quella del nuovo dandy: dedito alle donne, all'alcool e saggio nel dispensare consigli a coloro che lo circondavano. Come nella vita, anche nel mondo letterario Alberto Rojas Jiménez rispetta la propria attitudine tendente alla trasgressione: Neruda lo definisce un "pendolare perpetuo". Egli segue gli insegnamenti di Apollinaire e della corrente ultraista spagnola, fonda lui stesso una scuola poetica chiamata "Agu" ossia il primo verso che fa un bambino appena viene messo al mondo.

Neruda è influenzato da questa persona che riesce a modificare il suo tono sobrio e composto, tuttavia mantiene intatto quella parte di sé che lo porta a non farsi coinvolgere nella vita dandy.
« Nunca me contagió con su apariencia escéptica, ni con su torrencial alcoholismo, pero hasta ahora recuerdo con intensa emoción su figura que lo iluminaba todos, que hacía volar la belleza de todas partes, como si animara a una mariposa escondida. » 
Successivamente l'autore introduce Miguel De Unamuno. Poeta di animo talmente grande che un giorno uno sconosciuto lo fermò chiedendogli di poter "saltarlo" , nel senso di "saltarlo da morto", era infatti così che lo sconosciuto si comportava con ogni persona da lui stimata. Di lì a poco avvenne ciò e, come promesso, lo sconosciuto si presentò per mantenere la parola. Poco dopo se ne andò anche Jiménez.
Neruda si trovava in quel momento a Barcellona e racconta il profondo dolore provato alla notizia dell'accaduto. Si sente dunque di onorarlo iniziando a scrivere la sua elegia "Alberto Rojas Jiménez viene volando" e pubblicò successivamente in una rivista.

#### Pazzi d'inverno
"Spesso la pazzia va a braccetto con la poesia" così esordisce il poeta in questa sezione. Tra i poeti pazzi ricorda Alberto Valdivia, "il cadavere Valdivia" per le sue movenze silenziose, i suoi atteggiamenti misteriosi e la sua passione per i cimiteri.
A Buenos Aires Neruda incontra lo scrittore argentino Omar Vignole, un agronomo che, tra gli episodi raccontati, si presentò ad un convegno con la sua mucca.
A Parigi, nel periodo antecedente alla seconda guerra, Neruda incontra Álvaro Guevara. Ricorda particolarmente la chiamata ricevuta da quest'ultimo in cui lo incitava a fare l'unica cosa che uno scrittore possa fare per avvertire la popolazione del pericolo imminente: scrivere.